# Pop Muzik
Pop Muzik ist ein Lied von M aus dem Jahr 1979, das von Robin Scott geschrieben und produziert wurde. Es erschien auf dem Album New York–London–Paris–Munich.

## Geschichte
Ursprünglich wurde das Lied im R&B-Funk-Stil konzipiert, bis ein Freund von Robin Scott ihm den Einsatz von Synthesizern vorschlug. Scott beschrieb in einem Interview die Entstehung von Pop Muzik:

„I was looking to make a fusion of various styles which somehow would summarise the last 25 years of pop music. It was a deliberate point I was trying to make. Whereas rock and roll had created a generation gap, disco was bringing people together on an enormous scale. That's why I really wanted to make a simple, bland statement, which was, 'All we're talking about basically (is) pop music.“

„Ich wollte eine Fusion verschiedener Stile erzeugen, die die letzten 25 Jahre Popmusik zusammenfassen. Es war eine Idee, die ich versucht hatte umzusetzen. Während Rock 'n Roll spaltete, brachte Disco die Menschen im enormen Umfang zusammen. Deshalb wollte ich eine wirklich einfache, langweilige Aussage machen: ‚Alles, worüber wir reden ist im Grunde Popmusik‘.“

Andere Musiker, die beteiligt waren, waren neben Scott sein Bruder Julian (am Bass), als Keyboarder Wally Badarou, als Programmierer der Synthesizer John Lewis, als Drummer Phil Gould und im Hintergrundgesang Gary Barnacle and Brigit Novik (in den Credits als Brigit Vinchon gelistet). Die Aufnahmen fanden in den Mountain Studios in Montreux statt.
Auf dem Bild des Plattencovers der Single ist Robin Scotts Tochter Berenice Scott zu sehen, die inzwischen als Keyboarderin und Komponistin tätig ist.
Die Veröffentlichung war am 6. April 1979, in den Vereinigten Staaten, Australien, Kanada, Deutschland, Schweiz, Schweden Dänemark und Südafrika wurde der New-Wave-, Synthiepop- und Disco-Song ein Nummer-eins-Hit. Das Erreichen der Spitzenposition auch in Großbritannien scheiterte am Song Bright Eyes von Art Garfunkel.

## Musikvideo
Der Regisseur des Musikvideos war Brian Grant. Im Clip sieht man Robin Scott als DJ, der Platten auflegt. Begleitet wird er von zwei weiblichen Models, die roboterhaft singen und tanzen. Im Video sieht man auch Scotts damalige Partnerin Brigit Novik, die auch als Backgroundsängerin mitwirkt.

## Coverversionen
- 1979: James Last
- 1981: Brotherhood of Man
- 1991: Bingoboys (Hey Dee Jay)
- 1997: U2
- 1997: The Busters (Ska Muzik)
- 1998: Sailor (Pop Muzik Ghostbusters Medley)
- 1999: Tricky feat. DJ Muggs
- 2005: J.B.O. (Rock Muzik)
- 2010: We’ve Got a Fuzzbox and We’re Gonna Use It